# Christian Gyan
Christian Atta Gyan (ur. 2 listopada 1978 w Temie, zm. 29 grudnia 2021) – ghański piłkarz grający na pozycji prawego obrońcy.

## Kariera klubowa
Karierę piłkarską rozpoczął w klubie Ghapoha Readers. W jego barwach zadebiutował w 1994 roku w ghańskiej Premier League. W Ghapoha Readers występował do końca sezonu 1995/1996.
W 1996 roku wyjechał do Holandii i podpisał kontrakt z tamtejszym Feyenoordem. W sezonie 1996/1997 nie rozegrał żadnego meczu, a latem 1997 został wypożyczony do drugoligowego Excelsioru, w którym zadebiutował 22 sierpnia 1997 w wygranym 1:0 wyjazdowym meczu z TOP Oss.
W 1998 roku wrócił do Feyenoordu, a 8 lutego 1998 w zwycięskim 3:2 wyjazdowym spotkaniu z Utrechtem zadebiutował w Eredivisie. Przez kolejne lata pełnił głównie rolę rezerwowego prawego obrońcy w Feyenoordzie. W 1999 roku wywalczył z Feyenoordem swoje jedyne w karierze mistrzostwo kraju, a latem tamtego roku zdobył Superpuchar Holandii. W 2002 roku wystąpił w wygranym 3:2 finale Pucharu UEFA z Borussią Dortmund. W sezonie 2006/2007 ponownie był wypożyczony do Excelsioru Rotterdam.
W 2007 roku rozwiązał kontrakt z Feyenoordem, a na początku 2008 został piłkarzem fińskiego Turun Palloseura. Grał tam przez sezon. W 2009 roku był zawodnikiem Wrexham, a w 2010 – Rovaniemen Palloseura. W obu tych klubach nie rozegrał żadnego ligowego meczu. Następnie został zawodnikiem amatorskiego holenderskiego zespołu RKSV Leonidas. W 2011 roku zakończył karierę.
| Sezon   | Klub             | Kraj      | Rozgrywki      | Mecze | Bramki |
| ------- | ---------------- | --------- | -------------- | ----- | ------ |
| 1994/95 | Ghapoha Readers  | Ghana     | Premier League | ?     | ?      |
| 1995/96 | Ghapoha Readers  | Ghana     | Premier League | ?     | ?      |
| 1996/97 | Feyenoord        | Holandia  | Eredivisie     | 0     | 0      |
| 1997/98 | SBV Excelsior    | Holandia  | Eerste divisie | 16    | 0      |
| 1997/98 | Feyenoord        | Holandia  | Eredivisie     | 14    | 0      |
| 1998/99 | Feyenoord        | Holandia  | Eredivisie     | 12    | 1      |
| 1999/00 | Feyenoord        | Holandia  | Eredivisie     | 9     | 0      |
| 2000/01 | Feyenoord        | Holandia  | Eredivisie     | 13    | 2      |
| 2001/02 | Feyenoord        | Holandia  | Eredivisie     | 16    | 0      |
| 2002/03 | Feyenoord        | Holandia  | Eredivisie     | 12    | 0      |
| 2003/04 | Feyenoord        | Holandia  | Eredivisie     | 7     | 0      |
| 2004/05 | Feyenoord        | Holandia  | Eredivisie     | 8     | 0      |
| 2005/06 | Feyenoord        | Holandia  | Eredivisie     | 2     | 0      |
| 2006/07 | SBV Excelsior    | Holandia  | Eerste divisie | 16    | 0      |
| 2008    | Turun Palloseura | Finlandia | Veikkausliiga  | 16    | 0      |
| 2008/09 | Wrexham          | Walia     | Conference     | 0     | 0      |
| 2010    | RoPS Rovaniemi   | Finlandia | Veikkausliiga  | 0     | 0      |

## Kariera reprezentacyjna
W reprezentacji Ghany Gyan zadebiutował w 1998 roku. W 2000 roku był powołany do kadry na Puchar Narodów Afryki 2000. Na tym turnieju rozegrał 3 mecze: z Kamerunem (1:1), z Togo (2:0) i ćwierćfinale z Republiką Południowej Afryki (0:1). W kadrze narodowej grał od 1998 do 2001 roku i rozegrał w niej 8 meczów.
Gyan grał również w reprezentacjach młodzieżowych Ghany. Wraz z reprezentacją U-20 zagrał w młodzieżowych Mistrzostwach Świata w 1995 i Mistrzostwach Świata 1997. Na tym pierwszym turnieju Ghana zajęła 4. miejsce, a na drugim – wywalczyła mistrzostwo świata.